# Concert des amateurs

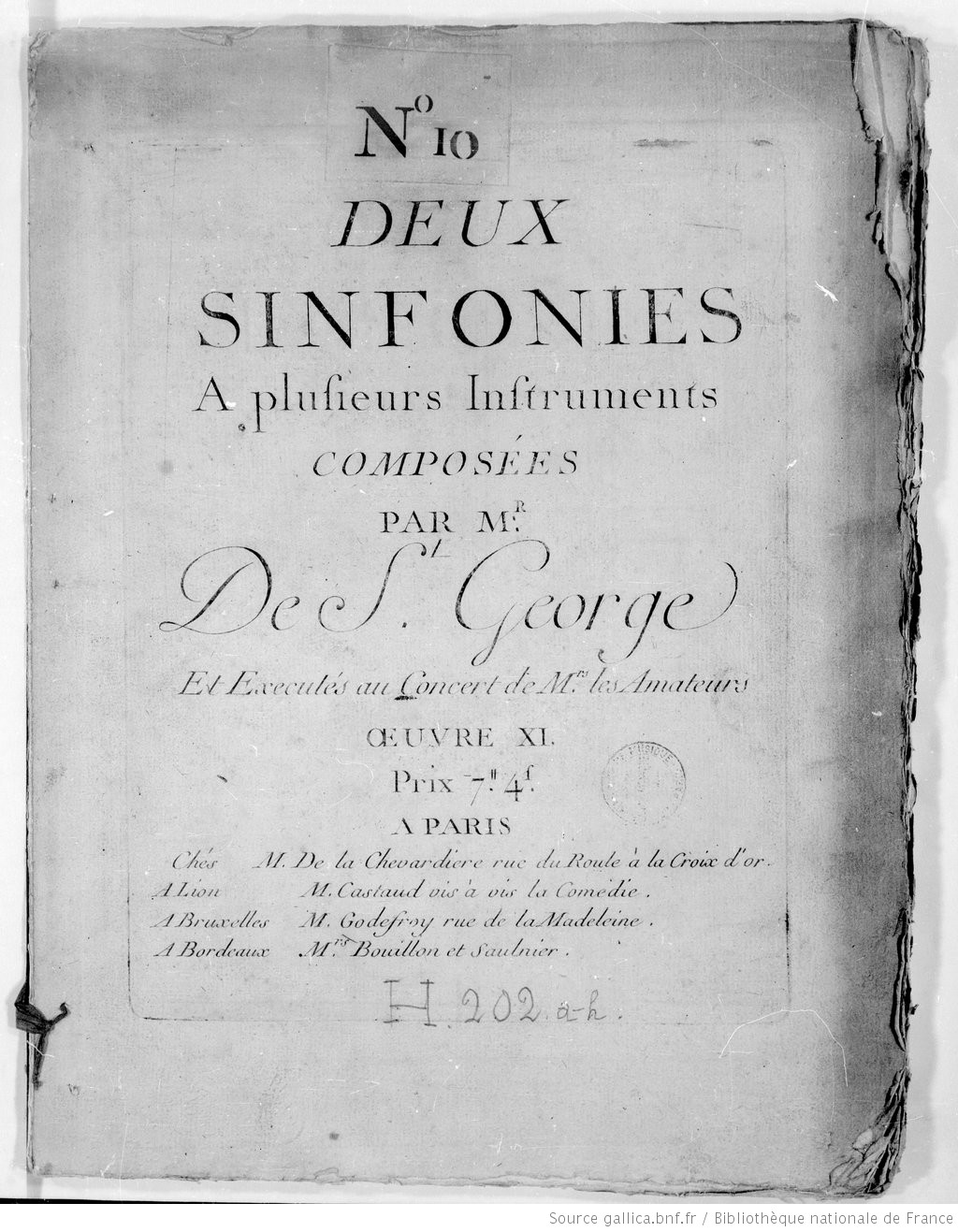
Page de titre des Deux Symphonies op. 11 de Saint-George « exécutés au Concert de M^{rs} les Amateurs ».

Le Concert des Amateurs est une société d'organisation de concerts musicaux en France, créée en 1769 et disparue en 1781.

## Historique
Le Concert des Amateurs est créé en 1769 et loge dans l'hôtel de Soubise à Paris. L'ensemble est uniquement financé par des fonds privés, contrairement à toutes les autres sociétés de concerts de l'époque. Il est en concurrence avec le Concert Spirituel, inauguré en 1725. Le Concert des Amateurs est dirigé de 1769 à 1773 par le fondateur de la société François-Joseph Gossec ; Joseph Bologne de Saint-George le remplace.
De décembre à mars, chaque semaine, le Concert des Amateurs fait exécuter des œuvres contemporaines et/ou non publiées, souvent en création.
Faute de moyens financiers, le Concert des Amateurs disparaît en 1781.
Le Concert de la Loge olympique lui succède.